# سونيا كوكس
سونيا كوكس (بالإنجليزية: Sonia Cox)‏ هي لاعبة كرة الريشة نيوزيلندية، ولدت في 1936، وتوفيت في 2001.